# Virgilio García Peñaranda
Virgilio García Peñaranda (Molina del Segura, Región de Murcia, 1898 - Palma, 1971) fue un médico y cirujano murciano establecido en Mallorca.

## Biografía
Se licenció en medicina en la Universidad de Madrid (1914). Ingresado en el cuerpo de sanidad militar, fue destinado a Larache (Marruecos español) y a Melilla. Trasladado a Palma hacia 1923, fue jefe del servicio de cirugía del Hospital Militar de la ciudad.
Durante la Segunda República, García Peñaranda se hizo famoso como organizador de tertulias culturales y por su colaboración con las organizaciones obreras mallorquinas. Después de la alzamiento militar del 18 de julio de 1936 fue despojado de su cargo, encarcelado y sometido a un consejo de guerra; pero gracias a la defensa de Miquel Villalonga Pons, hermano del también médico y escritor Llorenç Villalonga, fue finalmente liberado. Durante los años cuarenta colaboró con los grupos de oposición antifranquista mallorquina.

Las tertulias de los García Peñaranda recogían a la gente más diversa. [...] Al comenzar la Guerra Civil todo este mundo se hundió inmediatamente. Los Peñaranda eran conocidos por sus ideas izquierdistas y liberales. Esto tuvo como consecuencia que fueran encarcelados. Habían hecho amistad con varias familias de Mallorca muy bien situadas, pero esta gente los abandonó completamente cuando llegó la guerra y fueron detenidos. Fue el hermano Miguel quien defendió Virgilio —había sido encerrado en La Misión— en el consejo de guerra y contribuyó a su liberación.
 Notas autobiográficas de Llorenç Villalonga (transcripción de Damià Ferrà-Ponç), Randa, n. 15 (1983)

Con su hermano Vicente fundó en los años 20 la Clínica Peñaranda, centro sanitario privado situado en la zona de Can Bleda (Palma), en una manzana entre la Carretera de Valdemosa y la Calle de Alfonso el Magnánimo (antes Carretera de Sóller). El centro permaneció abierto hasta los años 70, después de la muerte de sendos hermanos. Posteriormente, el Ayuntamiento de Palma le dedicó una calle en la ciudad, junto con su hermano Vicente, con el nombre de Calle Hermanos García Peñaranda, cerca de donde estuvo el edificio de la Clínica Peñaranda.
En 1935 fue distinguido con la Legión de Honor por la difícil operación que había hecho con éxito, en el verano de 1934, a un capitán de corbeta de la escuadra francesa.